# Jaroslav Radoň
Jaroslav Radoň (Kutná Hora, 3 de septiembre de 1986) es un deportista checo que compite en piragüismo en la modalidad de aguas tranquilas. Ganó 2 medallas de bronce en el Campeonato Mundial de Piragüismo de 2013, en las pruebas de C2 500 m y C2 1000 m, y 2 medallas en el Campeonato Europeo de Piragüismo, oro en 2012 y bronce en 2014.

## Palmarés internacional
| Campeonato Mundial | Campeonato Mundial     | Campeonato Mundial | Campeonato Mundial |
| Año                | Lugar                  | Medalla            | Competición        |
| ------------------ | ---------------------- | ------------------ | ------------------ |
| 2013               | Duisburgo (Alemania)   | Medalla de bronce  | C2 500 m           |
| 2013               | Duisburgo (Alemania)   | Medalla de bronce  | C2 1000 m          |
| Campeonato Europeo |                        |                    |                    |
| Año                | Lugar                  | Medalla            | Competición        |
| 2012               | Zagreb (Croacia)       | Medalla de oro     | C2 500 m           |
| 2014               | Brandeburgo (Alemania) | Medalla de bronce  | C2 1000 m          |